# Ahorn (Oberösterreich)
Ahorn ist ein Ort in den Südlichen Böhmerwaldausläufern im Mühlviertel, wie auch Ortschaft und Katastralgemeinde der Gemeinde Helfenberg, Bezirk Rohrbach. Bis 2018 war Ahorn Sitz der gleichnamigen Gemeinde mit 506 Einwohnern (Stand 31. Oktober 2017). Diese Gemeinde wird aber als Zählsprengel Ahorn der Gemeinde Helfenberg fortgeschrieben. Der ehemalige Ahorner Bürgermeister Josef Hintenberger erreichte bei der Bürgermeisterwahl 2019 in der Gemeinde Helfenberg 66,6 Prozent Ja-Stimmen.

## Geschichte

### Ortsgeschichte
Ursprünglich im Ostteil des Herzogtums Bayern liegend, gehörte das Ortsgebiet seit dem 13. Jahrhundert zum Herzogtum Österreich und wird seit 1490 dem Fürstentum Österreich ob der Enns zugerechnet. Urkundlich wird der Ort erstmals 1430 (In den Ahornen) erwähnt und ist in der Folge eng mit der Geschichte der Burg Piberstein verbunden.
Seit 1918 gehört der Ort zum Bundesland Oberösterreich. Nach dem Anschluss Österreichs an das Deutsche Reich am 13. März 1938 wurde der Ort in die Gemeinde Helfenberg integriert, erlangte aber ab 1950 in einer Verwaltungsgemeinschaft mit Helfenberg wieder die Selbständigkeit. 2019 wurde das Gebiet endgültig an Helfenberg angeschlossen.

### Ehemalige Gemeinde

#### Gemeindegliederung
Das Gemeindegebiet, das der Katastralgemeinde Ahorn entspricht, umfasste folgende 9 Ortschaften (in Klammern Einwohnerzahl Stand 1. Jänner 2024):
- Ahorn (132)
- Kleintraberg (11)
- Lichtmeßberg (2)
- Oberbrunnwald (2)
- Obertraberg (56)
- Penning (9)
- Piberstein (158)
- Schallenberg (6)
- Thurnerschlag (114)

#### Wappen

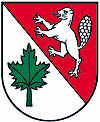
Wappen der ehemaligen Gemeinde

Blasonierung: Schräg geteilt; oben in Rot ein silberner, schreitender Biber nach der Teilung; unten in Silber ein grünes Ahornblatt. Die Gemeindefarben waren Weiß – Grün – Weiß.
Das Wappen verlor mit der Gemeindeauflösung seine Gültigkeit.

#### Bevölkerungsstruktur
2013 lebten in der Gemeinde Ahorn 483 Menschen, womit Ahorn die viertkleinste Gemeinde des Bezirks Rohrbach war. Ende 2001 waren 98,4 Prozent der Bevölkerung österreichische Staatsbürger (Oberösterreich 92,8 Prozent, Bezirk Rohrbach 96,9 Prozent), bis zum Jahresbeginn 2013 sank der Wert leicht auf 97,3 Prozent (Oberösterreich 91,1 Prozent, Bezirk Rohrbach 96,9 Prozent) an. Insgesamt wurden 2013 in der Gemeinde nur 13 Ausländer gezählt, die zu 85 Prozent aus den EU-Ländern stammten. 17 Menschen waren im Ausland geboren. Zur römisch-katholischen Kirche bekannten sich 2001 92,7 Prozent der Einwohner (Oberösterreich: 88,6 Prozent), 4,9 Prozent waren ohne Bekenntnis und 2,2 Prozent evangelisch.
Der Altersdurchschnitt der Gemeindebevölkerung lag 2001 weitgehend im Landesdurchschnitt. 18,1 Prozent der Einwohner von Ahorn waren jünger als 15 Jahre (Oberösterreich: 18,8 Prozent), 60,8 Prozent zwischen 15 und 59 Jahre alt (Oberösterreich: 61,6 Prozent). Der Anteil der Einwohner über 59 Jahre lag mit 21,1 Prozent knapp über dem Landesdurchschnitt von 20,2 Prozent. Der Altersdurchschnitt der Bevölkerung von Ahorn veränderte sich in der Folge in allen Segmenten. Der Anteil der unter 15-Jährigen sank per 1. Jänner 2013 massiv auf 14,9 Prozent, während sich der Anteil der Menschen zwischen 15 und 59 Jahren auf 67,3 Prozent deutlich erhöhte. Der Anteil der über 59-Jährigen sank leicht auf 17,8 Prozent. Nach dem Familienstand waren 2001 45,7 Prozent der Einwohner von Ahorn ledig, 46,1 Prozent verheiratet, 6,5 Prozent verwitwet und 1,6 Prozent geschieden.

#### Bevölkerungsentwicklung
Die Bevölkerung der Gemeinde Ahorn schrumpfte zwischen 1869 und 2013 um 40 Prozent, womit Ahorn zu den Gemeinden mit den höchsten Bevölkerungsverlusten im Bezirk gehörte. Lebten 1869 noch 805 Menschen in Ahorn, so waren es 2013 nur noch 483. Die Einwohnerzahl sank dabei im Laufe dieser rund 150 Jahre nahezu kontinuierlich, wobei es vor allem im späten 19. Jahrhundert erstmals zu starken Bevölkerungsverlusten kam. Bis 1951 hatte die Gemeinde bereits 35 Prozent seiner Einwohner verloren, danach stagnierte die Einwohnerzahl weitgehend oder sank nur noch langsam. Ahorn weist dabei eine negative Wanderungsbilanz, wobei der Geburtenüberschuss seit den 1980er Jahren die durch die Abwanderung entstehenden Bevölkerungsverluste weitgehend ausgleichen konnte.

#### Politik
Der Bürgermeister wurde seit 1997 in einer Direktwahl bestimmt, wobei es bei keiner absoluten Mehrheit für einen Kandidaten zu einer Stichwahl kommt. Die erste Bürgermeisterdirektwahl konnte der ÖVP Kandidat mit 88,6 Prozent gegen den Kandidaten der Bürgerliste für sich entscheiden, 2003 kam er auf 78,6 Prozent. 2008 übernahm Josef Hintenberger (ÖVP) das Amt des Bürgermeisters von Ahorn. Er wurde in der Folge mit 87,8 Prozent gegen den Kandidaten der FPÖ von der Bevölkerung im Amt bestätigt.
Stärkste Fraktion im Gemeinderat von Ahorn war seit jeher die ÖVP, die in der Zeit ab 1973 immer die absolute Mandatsmehrheit und mit einer Ausnahme immer die stimmenstärkste Fraktion war. Die ÖVP erreichte dabei in diesem Zeitraum zwischen 48,8 und 87,1 Prozent, wobei sie ihr bestes Ergebnis seit 1973 bei der Wahl 1973 und ihr schlechtestes Ergebnis 2003 einfuhr. Zweitstärkste Partei im Gemeinderat von Ahorn war bisher mit einer Ausnahme immer die Sozialdemokratische Partei Österreichs (SPÖ), die seit 1973 Wahlergebnisse zwischen 12,9 Prozent (1973) und 27,2 (2003) Prozent erreichen konnte. Die Freiheitliche Partei Österreichs (FPÖ) trat in der Zeit seit 1973 erst ab 1991 bei Gemeinderatswahlen an und erreichte seitdem zwischen 10,3 Prozent und 20,8 Prozent, wobei sie 1991 und 2015 zweitstärkste Partei war. Seit 1997 ist im Gemeinderat auch die Ahorner Bürgerliste im Gemeinderat vertreten, die bisher auf Stimmenanteile zwischen 5,07 und 12,4 Prozent kam. Bei der letzten Gemeinderatswahl 2015 kam die ÖVP auf 56 Prozent bzw. acht Mandate, die SPÖ erreichte 18,1 Prozent bzw. zwei Mandate. Die FPÖ kam auf 20,8 Prozent bzw. drei Mandat, die Bürgerliste 5 Prozent und kein Mandat.
Wie bei Gemeinderatswahlen dominierte die ÖVP auch bei Landtagswahlen in der Gemeinde, wenngleich die Dominanz der Volkspartei etwas zurückgegangen ist. Dennoch konnte die ÖVP im Zeitraum ab 1973 immer stimmenstärkste Partei werden, vor 1991 verfügte sie sogar über eine Zweidrittelmehrheit. Ihr bestes Ergebnis erreichte die ÖVP zwischen 1973 und 2009 in den Jahren 1973 und 1979 mit je 83,0 Prozent, seitdem verlor sie nahezu sukzessive an Stimmenanteilen, wobei sie 2003 mit 52,8 Prozent ihr bisher niedrigstes Ergebnis einfuhr. Zweitstärkste Partei war bei Landtagswahlen immer die SPÖ, die Wahlergebnisse zwischen 14,4 und 31,4 Prozent für sich verbuchen konnte. Ihr bestes Ergebnis hatte die SPÖ dabei 2003, ihr schlechtestes 2009. Drittstärkste Partei war immer die FPÖ, die im Zeitraum ab 1973 zwischen 0,4 und 13,9 Prozent erzielte. Ihr bestes Ergebnis hatte die FPÖ dabei 1991. Bei der Landtagswahl 2009 kam die ÖVP mit 59,8 Prozent auf den ersten Platz, wobei dies jedoch das zweitschlechteste Ergebnis war. Die SPÖ kam nur noch auf 14,4 Prozent und musste damit 17 Prozent ihrer Stimmenanteile abgeben. Die FPÖ erreichte 13,9 Prozent, die Grünen erreichten mit 6,5 Prozent ihr bisher bestes Ergebnis.

### Wirtschaft und Infrastruktur
Ahorn beherbergte 2001 nur acht Arbeitsstätten mit 64 Beschäftigten (ohne Landwirtschaft), wobei zwei der Arbeitsstätten 20 oder mehr Beschäftigten aufwiesen. 89 Prozent der Beschäftigten waren unselbständig. Die Anzahl der Arbeitsstätten war dabei gegenüber dem Jahr 1991 um drei gestiegen (plus 60 Prozent), die Anzahl der Beschäftigten stieg um sechs Personen (plus 10 Prozent). Wichtigster Wirtschaftszweig war 2001 der Bereich der Sachgütererzeugung mit vier Betrieben und 56 Beschäftigten (88 Prozent aller Beschäftigten). Daneben bestanden auch zwei Handelsbetriebe, ein Betrieb des Beherbergungs- und Gaststättenwesen sowie ein Betrieb der Erbringung von sonstigen öffentlichen und persönlichen Dienstleistungen.
Von den in Ahorn 2010 lebenden 263 Erwerbspersonen waren nur 1,5 Prozent arbeitslos. Von den 259 Erwerbstätigen waren 59 in der Sachgütererzeugung (23 Prozent), 37 im Handel (14 Prozent) und 28 in der Land- und Forstwirtschaft (11 Prozent) beschäftigt. Weitere wichtige Branchen waren das Gesundheits- und Sozialwesen, das Bauwesen und der Bereich Beherbergung und Gastronomie. Von den 251 Erwerbstätigen aus Ahorn (ohne temporär von der Arbeit abwesende Personen erwerbstätigen Einwohnern) gingen 2010 nur 56 Personen in Ahorn ihrer Beschäftigung nach. 195 bzw. 78 Prozent mussten zur Arbeit auspendeln. Von den Auspendlern hatten 46 Prozent ihre Arbeitsstätte in der Landeshauptstadt Linz, 26 im Bezirk Rohrbach und 13 Prozent im Bezirk Urfahr-Umgebung. Wichtigste Auspendlergemeinde neben Linz war Helfenberg. Im Gegenzug pendelten 37 Menschen nach Ahorn ein.